# Acanthobrama telavivensis
Espèce
Synonymes
- Rutilus tricolor (non Lortet, 1883)[1]

Statut de conservation UICN

 VU D2 : Vulnérable
Acanthobrama telavivensis, communément appelé Ablette du Yarkon, est une espèce de poissons osseux de la famille des Cyprinidae. Décrite en 1973 et considérée en 2006 comme éteinte à l'état naturel, elle est progressivement réintroduite dans les rivières côtières en Israël d'où elle est endémique. L'épithète telavivensis fait référence à la plus grande ville du pays, Tel Aviv.